# Нюненьга (река)
Нюненьга — река в России, протекает в Никольском районе Вологодской области. Левый приток Кемы.

## География
Река Нюненьга берёт начало к юго-западу от деревни Кленовая. Течёт на юго-запад через елово-осиновые леса. Впадает в реку Кему около посёлка Борок. Устье реки находится в 37 км по левому берегу реки Кемы. Длина реки составляет 22 км.
Крупнейшие притоки: Полежаевка (левый) и Каменка (правый).

## Данные водного реестра
По данным государственного водного реестра России относится к Верхневолжскому бассейновому округу, водохозяйственный участок реки — Унжа от истока и до устья, речной подбассейн реки — Бассей притоков Волги ниже Рыбинского водохранилища до впадения Оки. Речной бассейн реки — (Верхняя) Волга до Куйбышевского водохранилища (без бассейна Оки).
По данным геоинформационной системы водохозяйственного районирования территории РФ, подготовленной Федеральным агентством водных ресурсов:
- Код водного объекта в государственном водном реестре — 08010300312110000014450
- Код по гидрологической изученности (ГИ) — 110001445
- Код бассейна — 08.01.03.003
- Номер тома по ГИ — 10
- Выпуск по ГИ — 0